# Сулковский, Борис Иосифович
Бори́с Ио́сифович Сулко́вский (30 апреля (12 мая) 1881 — 1942) — русский офицер, Генерального штаба подполковник; в 1917—1921 годах — украинский военный деятель, полковник армии Украинской народной республики.

## Биография
Родился в губернском городе Каменец-Подольском, сын православного священника Иосифа Иулиановича Сулковского.
Среднее образование получил в Подольской духовной семинарии (окончил 4 класса).

### Русский офицер
В сентябре 1900 года вступил в военную службу юнкером Киевского пехотного юнкерского училища, курс которого окончил по 1-му разряду и в августе 1902 года был произведен в подпоручики, с назначением на службу в 46-й пехотный Днепровский полк, расквартированный в уездном городе Проскурове (Подольская губерния).
Во время Русско-японской войны, в начале 1905 года, был переведен в 34-й пехотный Севский полк, в составе которого принимал участие в военных действиях в Маньчжурии, ранен не был. В октябре 1905 года произведен в поручики. В следующем году в составе полка возвращён на постоянное место дислокации (в Полтаву). Служил младшим офицером.
В октябре 1909 года произведен в штабс-капитаны и в следующем году, выдержав успешно предварительный и вступительный экзамен, был командирован на учёбу в Императорскую Николаевскую военную академию (Санкт-Петербург), основной и дополнительный курс которой окончил в мае 1913 года по 1-му разряду.
С 16 мая 1913 года — причислен к Генеральному штабу, с прикомандированием к штабу Иркутского военного округа для испытания (числился в составе своего 34-го пехотного Севского полка младшим офицером). С 4 мая 1914 года был прикомандирован на 1,5 года к 25-му Сибирскому стрелковому полку, расквартированному в Иркутске, для прохождения цензового командования ротой; командовал 7-й ротой полка на законном основании. На январь 1914 года — был женат на уроженке Полтавской губернии православного вероисповедания, детей супруги не имели.
Участник Первой мировой войны. В войну вступил командиром роты 25-го Сибирского стрелкового полка, к которому был прикомандирован. В январе 1915 года произведен в капитаны, в феврале того же года переведен в Генеральный штаб, с назначением старшим адъютантом штаба 2-го Сибирского армейского корпуса. В апреле 1915 года был назначен старшим адъютантом штаба 3-й Сибирской стрелковой дивизии.
В ноябре 1916 года Генерального штаба капитан Сулковский был назначен исправляющим должность штаб-офицера для поручений при штабе 2-го Сибирского армейского корпуса, в декабре того же года произведен в Генерального штаба подполковники, с утверждением в занимаемой должности.
В августе 1917 года Генерального штаба подполковник Сулковский, по собственному желанию, был переведен в украинизируемую 16-ю пехотную дивизию 6-го армейского корпуса и назначен начальником штаба той же 16-й пехотной дивизии.

### Украинский офицер
С 29 ноября 1917 года Сулковский — начальник штаба 2-го Запорожского армейского корпуса, созданного из украинизированных частей 6-го армейского корпуса Русской армии и подчинённого, после Октябрьской революции 1917 года в Петрограде, украинской Центральной Раде.
С 15 апреля 1918 года, после демобилизации и упразднения 2-го Запорожского армейского корпуса, занимал должность начальника хозяйственной части, обозов и парков организационного отдела Генерального штаба (УНР, затем — Украинской державы).
После ликвидации Гетманата, с 14 декабря 1918 года — помощник 1-го генерал-квартирмейстерства штаба войск Директории УНР. С 5 января 1919 года — начальник штаба ударной группы Сечевых стрельцов действующей армии УНР, с 1 февраля 1919 года — начальник Северной группы Сечевых стрельцов действующей армии УНР, с 1 марта 1919 года — начальник штаба корпуса Сечевых стрельцов действующей армии УНР.
В апреле-мае 1919 года находился под следствием, был оправдан судом. С 1 июня 1919 года — начальник разведывательного отдела штаба действующей армии УНР. В июле-сентябре 1919 года — штаб-офицер (булавный старшина) для поручений штаба Главного Атамана.
Участник Советско-польской войны на стороне поляков в составе восстановленной армии УНР. В апреле-июле 1920 года — начальник штаба 2-й стрелковой (впоследствии — 3-й Железной) дивизии армии УНР. С июля 1920 года — начальник военно-исторического отдела Главного управления Генерального штаба УНР.
С 3 ноября 1920 года — начальник оперативного отдела Генерального штаба УНР. В 1921—1922 годах был интернирован в польских лагерях. С 1921 года — полковник армии УНР.

### В эмиграции
В 1920-х годах жил в эмиграции в Польше. Дальнейшая судьба его не известна (по некоторым данным, умер в 1942 году).

## Сочинения
- (укр.) Сулковський Б. І. З історії формування 2-го Січового Запоріжського корпусу. // Табор. — Варшава, 1927. — Ч. 4. — С 71—87.

## Награды
- Орден Святой Анны 4-й степени с надписью «За храбрость» (1915; утв. ВП от ВП от 09.04.1906), — «…за отличия в делах против японцев»
- Медаль «В память русско-японской войны» (1906)
- Медаль «В память 100-летия Отечественной войны 1812 года» (1912)
- Медаль «В память 300-летия царствования Дома Романовых» (1913)
- Орден Святого Станислава 3-й степени (ВП от 08.05.1913), — «…за отличные успехи в науках окончившим Императорскую Николаевскую военную академию»
- Орден Святого Владимира 4-й степени с мечами и бантом (ВП от 06.02.1915)
- Орден Святой Анны 3-й степени с мечами и бантом (утв. ВП от 19.07.1915)
- Орден Святого Станислава 2-й степени с мечами (1915)[13]
- Мечи и бант к имеющемуся ордену Святого Станислава 3-й степени (утв. ВП от 21.08.1915)